# Universe (Modern Talking)
Universe è un album in studio del gruppo musicale tedesco Modern Talking, pubblicato nel 2003.

## Tracce
1. TV Makes the Superstar – 3:44
2. I'm No Rockefeller – 3:40
3. Mystery – 3:32
4. Everybody Needs Somebody – 4:08
5. Heart of an Angel – 4:09
6. Who Will Be There – 3:47
7. Knocking on My Door – 3:36
8. Should I, Would I, Could I – 3:45
9. Blackbird – 3:17
10. Life Is Too Short – 3:32
11. Nothing But the Truth' – 3:20
12. Superstar – 3:41